# ハリー・ボルトルッシ
ハリー・ボルトルッシ（Harry Bortolussi、2004年8月4日 - ）は、オーストラリア出身のラグビーユニオン選手。ジャパンラグビーリーグワンのトヨタヴェルブリッツに所属している。

## 略歴
オーストラリア、シドニーのセント・オーガスティンズ・カレッジ（高校）在学中に、いわゆる1軍チームである「セント・オーガスティン 1st XV」で、試合出場。
2023年からニューサウスウェールズ州のマンリー・マーリンズに加入。
2025年8月、ジャパンラグビーリーグワンのトヨタヴェルブリッツに加入。